# Маркет-мейкер
Маркет-мейкер (англ. market maker) або постачальник, надавач ліквідности (англ. liquidity provider) ─ це компанія або особа, яка встановлює розцінки як купівлі, так і на продажу активу, наявного в її запасі, числячи на прибуток з різниці цін купівлі та продажу (спреду). Вигода для такої компанії полягає в тому, що вона заробляє гроші; вигода для ринку полягає в тому, що це допомагає обмежити коливання цін (волатильність) через встановлення обмеженого діапазону торгових цін на активи.
На ринках США Комісія з цінних паперів і бірж США визначає «маркет-мейкера» як фірму, що вона готова купувати та продавати акції на регулярній та безперервній основі за публічно оголошуваною ціною. Призначений Первинний Маркет-мейкер (англ. Designated Primary Market Maker, DPM) — це спеціалізований маркет-мейкер, затверджуваний біржею, щоби гарантувати, що він триматиме позицію в певному призначеному цінному папері.

## На валютній біржі
Більшість фірм, що торгують іноземною валютою, є маркет-мейкерами, як і багато банків. Маркет-мейкер купує іноземну валюту у клієнтів, а потім продає її іншим клієнтам. Вони отримують дохід від різниці в цінах на такі операції, а також за послуги з надання ліквідности, зниження транзакційних витрат і сприяння торгівлі.

## На фондовій біржі
Маркет-мейкери, які готові купувати та продавати акції, що котируються на біржі, наприклад на Нью-Йоркській фондовій біржі (NYSE) або Лондонській фондовій біржі (LSE), називаються «третіми маркет-мейкерами» (англ. third market makers). Більшість фондових бірж працюють за принципом «обопільної угоди». Коли ціни купівлі та продажу двох зустрічних доручень відповідають одна одній, система зіставлення фондової біржі вирішує, що угода виконана. У такій системі може не бути призначених або офіційних маркет-мейкерів, та втім маркет-мейкери існують.[джерело?]
Станом на жовтень 2008 в США налічувалося понад дві тисячі маркет-мейкерів, та звиш сотні в Канаді.

## Децентралізовані мережеві протоколи
Надання ліквідності в децентралізованому мережевому протоколі працює інак. Немає компаній чи інших централізованих організацій, залучених на рівні протоколу. Компанії або приватні особи можуть, утім, вирішити забезпечувати ліквідність протоколу, як правило, в обмін на перспективу отримання прибутку на активи, передані в пули (фонди) ліквідности. Традиційні суди з юрисдикцією в окреслених географічних межах можуть мати труднощі з регулюванням або закриттям таких протоколів, оскільки протоколи не мають центральної юрисдикції, у якій вони діють[джерело?].

## Дохід маркет-мейкерів
Дохід маркет-мейкера складається з різниці межи ціною попиту та ціною пропозиції ─ спреду. За умови, коли надходить однакова кількість заявок на купівлю і продаж, а ціна не змінюється, це сума, яку маркет-мейкер отримає за кожну операцію в оба боки.
Маркет-мейкери зазвичай також забезпечують ліквідність для клієнтів фірми, за що вони отримують комісію.

## Зовнішні ланки
- Understanding Derivatives: Markets and Infrastructure — Chapter 1 Derivatives Overview Federal Reserve Bank of Chicago, Financial Markets Group